# Gertrude Liebhart
Gertrude Liebhart (?, 26 de outubro de 1928) é uma ex-canoísta de velocidade austríaca na modalidade de canoagem.

## Carreira
Foi vencedora da medalha de Prata em K-1 500 m em Helsínquia 1952.